# 872 Голда
872 Голда (872 Holda) — астероїд головного поясу, відкритий 21 травня 1917 року.
Тіссеранів параметр щодо Юпітера — 3,337.